# Debed
Debed (armeniska: Դեբեդ), eller Debeda (georgiska: დებედა), är en flod i Armenien och Georgien. Den fungerar som naturlig gräns mellan Armenien och Georgien vid byn Sadachlo i Georgien.
Debed har sin källa i provinsen Lori i norra Armenien, där floderna Dzoraget och Pambak flyter samman. Den slutar i regionen Nedre Kartlien i södra Georgien, där den mynnar som högerbiflod i Chrami, som strax därefter mynnar som högerbiflod i Kura.

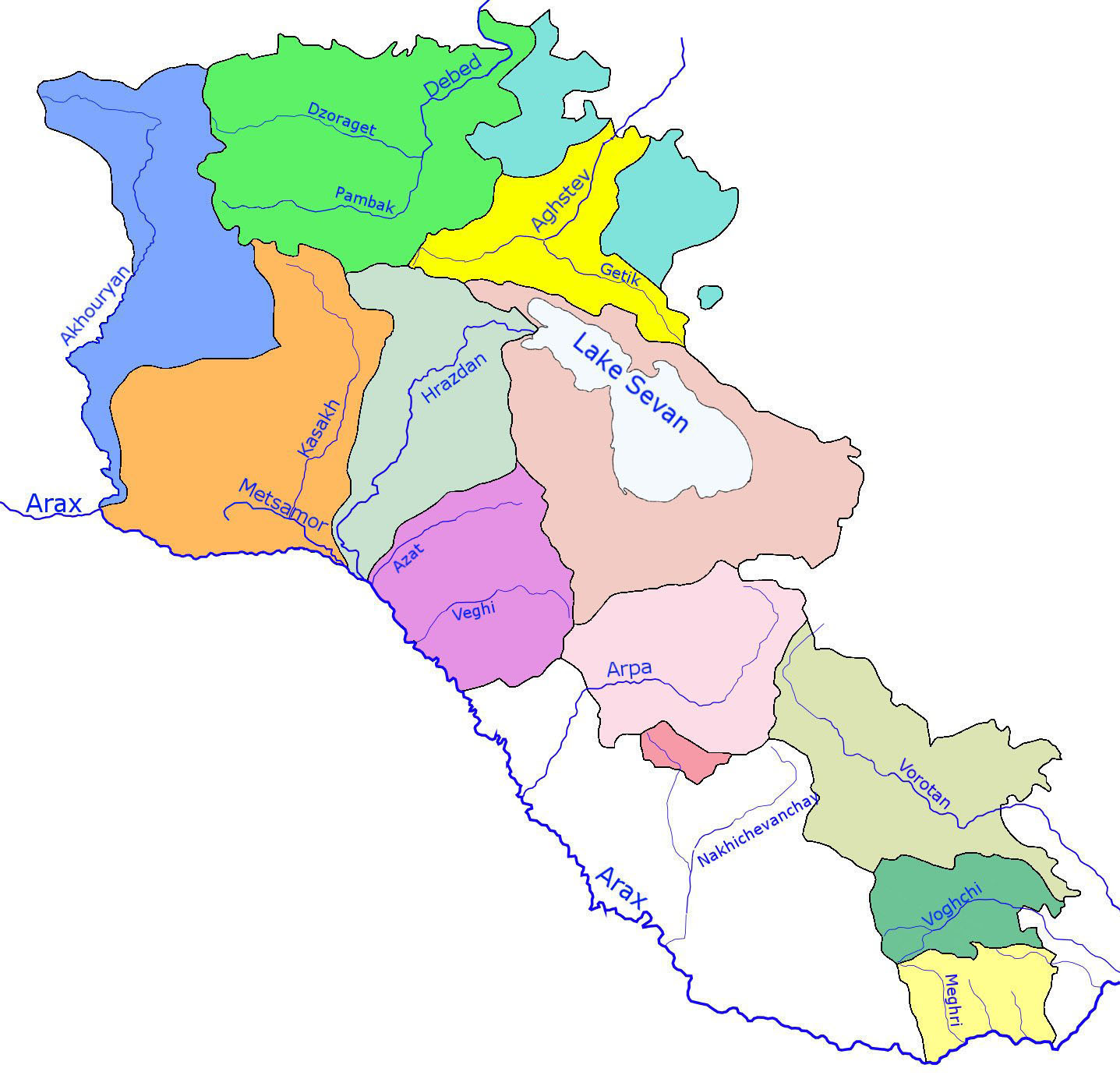
Debed och dess vattenupptagningsområde (ljusgrönt) i Armenien